# Sentenca
Sentenca (lat. sententia - sud) kratka je sažeta izreka koja sadrži neku opću misao ili moralnu istinu primjenljivu na različite slučajeve u životu. Sentenca podsjeća na poslovicu, upotrebljava se na sličan način kao i ona: u razgovornom jeziku, obliku citata u usmenom ili pismenom izlaganju. Ona može da stoji kako u sastavu većih cjelina, tako i kao samostalna jednostavna forma.